# Júlio Gonçalves
Júlio Renato da Silva Gonçalves (Viseu, 10 de Novembro de 1994) é um ciclista português que atualmente representa o Sporting Clube de Portugal/Tavira.
Trepador nato, onde o seu corpo pequeno oculta um excelente palmarés para quem é ainda Sub-23. O quarto lugar no Campeonato Nacional de Rampa 2015 e o também 4º posto no Campeonato Nacional de Sub-23 2016, mostram a qualidade deste jovem ciclista viseense. 

## Equipas
2015 - Anicolor  

2016 - Sporting / Tavira  

## Palmarés
2015
- 4.º lugar na geral do Campeonato Nacional de Rampa 
- 5.º lugar na geral do Campeonato Nacional de Fundo Sub-23 
- 14.º lugar na geral do Grande Prémio Jornal de Notícias 
- 16.º lugar na geral do Grande Prémio da Beira Baixa (1º Sub-23) 
- 18.º lugar na geral da 1.ª Taça de Portugal de Albergaria 
- 20.º lugar na geral da Volta ao Alto Tâmega 
- 20.º lugar na geral da Volta às Terras de Santa Maria 
- 22.º lugar na geral do Circuito de São Bernardo 
- 26.º lugar na geral da 2.ª Taça de Portugal de Oliveira de Azeméis
- 26.º lugar na geral do grande Prémio Abimota 
2016
- 1.º lugar no GP de Avelal 
- 4.º lugar no Campeonato Nacional de Fundo Sub-23 
- 5.º lugar no Porto Granfondo (2º na Categoria de Elite/Sub23) 
- 59.º lugar na geral (6.º na juventude) no GP Internacional das Beiras e Serra da Estrela 
– 38.º lugar na geral (12.º na juventude) na 1.ª Taça de Portugal, Volta a Albergaria  
– 54.º lugar na geral (14.º na juventude) no 2º Grande Prémio do Dão 
– 25.º lugar na geral (5.º na juventude) na 2.ª Taça de Portugal, Troféu Concelhio de Oliveira de Azeméis 
– 30.º lugar na geral (10.º na juventude) na 3.ª Taça de Portugal, Memorial Bruno Neves 